# Driebergen-Zeist vasútállomás
Driebergen-Zeist vasútállomás vasútállomás Hollandiában, Utrechtse Heuvelrug községben, Driebergen-Rijsenburg településen.

## Vasútvonalak
Az állomást az alábbi vasútvonalak érintik:
- Amsterdam–Arnhem-vasútvonal

## Kapcsolódó állomások
A vasútállomáshoz az alábbi állomások vannak a legközelebb:
- Bunnik vasútállomás
- Maarn vasútállomás